# O (Ornella Vanoni)
O, pubblicato nel 1987, è ventiseiesimo album in studio della cantante italiana Ornella Vanoni.

## Il disco
Il disco si caratterizza per l'alto stile e livello: innanzitutto è prodotto da Ivano Fossati e Greg Walsh e partecipano come musicisti dei nomi prestigiosi della musica internazionale.
Al disco farà seguito il Tour O con la raffinata scenografia di Arnaldo Pomodoro e i costumi di Gianni Versace.
Midnight's knock out, la canzone scritta da Paolo Conte, è stata usata come sigla di chiusura del programma televisivo Giallo, andato in onda su Rai 2 con Enzo Tortora.

## Tracce
Disco 1/CD 1
1. Roccia - 3:43 - (Ornella Vanoni/ Maurizio Piccoli)
2. Midnight's knock out - 3:22 - (Paolo Conte)
3. Caffè lontano - 3:56 - (Ivano Fossati)
4. Una notte in Italia - 5:08 - (Ivano Fossati)
5. Il blu - 3:10 - (Ornella Vanoni / Maurizio Piccoli)
6. Carmen - 5:03 - (Ornella Vanoni - Ivano Fossati)
7. Non andare - 4:48 - (Ornella Vanoni - Bernardo Lanzetti)
8. Ombre in attesa - 4:59 - (Ornella Vanoni - Roberto Colombo - Bernardo Lanzetti)

## Formazione
- Ornella Vanoni – voce
- Greg Walsh – batteria, basso, tastiera
- Ray Russell – chitarra
- Beppe Quirici – basso
- Ivano Fossati – chitarra sintetica
- Gregorio Puccio – tastiera, programmazione, sequencer
- Andy Duncan – percussioni
- Guy Barker – tromba
- Derek Watkins – tromba
- Pete Beachill – trombone
- Neil Sidwell – trombone
- Phil Todd – sax